# Nagaina
Nagaina is een geslacht van spinnen uit de familie springspinnen (Salticidae).

## Soorten
De volgende soorten zijn bij het geslacht ingedeeld:
- Nagaina berlandi Soares & Camargo, 1948
- Nagaina diademata Simon, 1902
- Nagaina incunda Peckham & Peckham, 1896
- Nagaina olivacea Franganillo, 1930
- Nagaina tricincta Simon, 1902